# Gymnastique aux Jeux du Commonwealth de 2022
Navigation
Gold Coast 2018 2026
Les compétitions de Gymnastique aux Jeux du Commonwealth de 2022 à Birmingham, en Angleterre, se tiennent du 29 juillet au 6 août 2022. Le sport Gymnastique aux Jeux du Commonwealth fera[Passage à actualiser] sa dixième apparition depuis ses débuts en 1978 et sa deuxième apparition en Angleterre en particulier, répartie sur vingt événements.

## Calendrier
Le calendrier des compétitions est le suivant:
| Q | Qualification | F | Finale |

| DateCompétition                     | Ven 29 | Sam 30 | Dim 31 | Lun 1 | Mar 2 |
| ----------------------------------- | ------ | ------ | ------ | ----- | ----- |
| Concours général par équipes hommes | F      |        |        |       |       |
| Concours général individuel hommes  | Q      |        | F      |       |       |
| Sol hommes                          | Q      |        |        | F     |       |
| Cheval d'arçons hommes              | Q      |        |        | F     |       |
| Anneaux hommes                      | Q      |        |        | F     |       |
| Saut de cheval hommes               | Q      |        |        |       | F     |
| Barres parallèles hommes            | Q      |        |        |       | F     |
| Barre fixe hommes                   | Q      |        |        |       | F     |
| Concours général par équipes femmes |        | F      |        |       |       |
| Concours général individuel femmes  |        | Q      | F      |       |       |
| Saut de cheval femmes               |        | Q      |        | F     |       |
| Barres asymétriques femmes          |        | Q      |        | F     |       |
| Poutre femmes                       |        | Q      |        |       | F     |
| Sol femmes                          |        | Q      |        |       | F     |

| DateCompétition              | Jeu 4 | Ven 5 | Sam 6 |
| ---------------------------- | ----- | ----- | ----- |
| Concours général par équipes | F     |       |       |
| Concours général individuel  | Q     | F     |       |
| Cerceau                      | Q     |       | F     |
| Ballon                       | Q     |       | F     |
| Massues                      | Q     |       | F     |
| Ruban                        | Q     |       | F     |

| DateCompétition                     | Ven 29 | Sam 30 | Dim 31 | Lun 1 | Mar 2 |
| ----------------------------------- | ------ | ------ | ------ | ----- | ----- |
| Concours général par équipes hommes | F      |        |        |       |       |
| Concours général individuel hommes  | Q      |        | F      |       |       |
| Sol hommes                          | Q      |        |        | F     |       |
| Cheval d'arçons hommes              | Q      |        |        | F     |       |
| Anneaux hommes                      | Q      |        |        | F     |       |
| Saut de cheval hommes               | Q      |        |        |       | F     |
| Barres parallèles hommes            | Q      |        |        |       | F     |
| Barre fixe hommes                   | Q      |        |        |       | F     |
| Concours général par équipes femmes |        | F      |        |       |       |
| Concours général individuel femmes  |        | Q      | F      |       |       |
| Saut de cheval femmes               |        | Q      |        | F     |       |
| Barres asymétriques femmes          |        | Q      |        | F     |       |
| Poutre femmes                       |        | Q      |        |       | F     |
| Sol femmes                          |        | Q      |        |       | F     |

| DateCompétition              | Jeu 4 | Ven 5 | Sam 6 |
| ---------------------------- | ----- | ----- | ----- |
| Concours général par équipes | F     |       |       |
| Concours général individuel  | Q     | F     |       |
| Cerceau                      | Q     |       | F     |
| Ballon                       | Q     |       | F     |
| Massues                      | Q     |       | F     |
| Ruban                        | Q     |       | F     |

## Site
Les compétitions de gymnastique auront lieu à Barclaycard Arena, un lieu qui a accueilli plus de 30 sports dans son histoire,.

## Résumé des médailles

### Artistique

#### Hommes
| Compétition                          | Or               | Argent               | Bronze               |
| ------------------------------------ | ---------------- | -------------------- | -------------------- |
| Concours général par équipes détails |                  |                      |                      |
| Concours général individuel détails  | Jake Jarman      | James Hall           | Mários Georgíou      |
| Sol détails                          | Jake Jarman      | Félix Dolci          | Giarnni Regini-Moran |
| Cheval d'arçons détails              | Joe Fraser       | Rhys McClenaghan     | Jayson Rampersad     |
| Barres parallèles détails            | Joe Fraser       | Giarnni Regini-Moran | Mários Georgíou      |
| Barre fixe détails                   | Ilias Georgiou   | Tyson Bull           | Mários Georgíou      |
| Anneaux détails                      | Courtney Tulloch | Sokratis Pilakouris  | Chris Kaji           |
| Saut de cheval détails               | Jake Jarman      | Giarnni Regini-Moran | James Bacueti        |

#### Femmes
| Compétition                          | Or | Argent | Bronze |
| ------------------------------------ | -- | ------ | ------ |
| Concours général par équipes détails |    |        |        |
| Concours général individuel détails  |    |        |        |
| Saut de cheval détails               |    |        |        |
| Barres asymétriques détails          |    |        |        |
| Poutre détails                       |    |        |        |
| Sol détails                          |    |        |        |

### Rythmique
| Compétition                          | Or | Argent | Bronze |
| ------------------------------------ | -- | ------ | ------ |
| Concours général par équipes détails |    |        |        |
| Concours général individuel détails  |    |        |        |
| Cerceau détails                      |    |        |        |
| Ballon détails                       |    |        |        |
| Massues détails                      |    |        |        |
| Ruban détails                        |    |        |        |